# Roberta Bruni
Roberta Bruni (8 de marzo de 1994) es una deportista de Italia que compite en atletismo. Ganó una medalla de oro en el Campeonato Europeo de Atletismo por Equipos de 2021, en la prueba de salto con pértiga.